# Canton Tiéma
 (février 2025).
Si vous disposez d'ouvrages ou d'articles de référence ou si vous connaissez des sites web de qualité traitant du thème abordé ici, merci de compléter l'article en donnant les références utiles à sa vérifiabilité et en les liant à la section « Notes et références ».
Tiéma (appelé Tchèman en langue locale) est est canton ivoirien situé dans la Sous-Préfecture de Massala dans le Département de Séguéla. Il se compose de treize villages qui sont Gbogolo, Tiémassoba, Djobala, Gbiana, Dienfé, Gbiéla, Karamorosso, Toukro, Kavala, Baranan, Tonon, Fimanan et Siéba. Le dernier village a pratiquement disparu de nos jours, car ayant fusionné avec Gbiéla.
En langue locale, ces villages sont appelés comme suit Gbogh-lo, Tchèmassoba, Djobia, Gbianan, Djienfè, Gbiéla, Kiamaghso, Toukueu, Kawala, Ban-ndan, Tonon, Fimian, Siébia.
Etymologiquement Tchèman signifie "au centre" ou "au milieu", le canton étant entouré d'autres dont le canton Djoha comprenant notamment les villages de Massala, Diorholé et Samina.
Les habitants du canton Tiéma sont principalement des agriculteurs et des chasseurs. d'où leur patronyme de DOSSO. En langue manding, dosso ou dozo signifie chasseur. De nos jours, tous les habitants dont le patronyme est DOSSO ne sont pas des chasseurs. Les vrais chasseurs (dozos) forment une confrérie dont les membres sont réputés pour détenir des pouvoirs mystiques voire magiques.

## Éducation et santé
Le canton Tiéma dispose de cinq écoles primaires réparties à Gbogolo, Tiémassoba, Dienfé, Tonon et Djobala.
Les premiers enseignements dans le canton ont eu lieu à l'école de Gbogolo au cours de l'année scolaire 1968-1969
Le canton est doté également de deux centres de santé situés à Gbogolo et Tiémassoba.
En raison de la crise sociopolitique du pays, les installations scolaires et sanitaires du canton s'étaient grandement dégradées. Une restauration des locaux est en cours, avec l'aide d'ONG et d'ambassades étrangères.
L’accès à l’eau potable constitue une contrainte majeure pour une grande partie de la population du canton Tiéma. Le manque d’accès à l’eau et à l’assainissement, lié au manque d’hygiène, semble la première cause de mortalité dans le canton.

## Langues
La langue véhiculaire parlée et comprise par la majeure partie du canton est le worodugukakan qui est également usité dans tout le Worodougou

## Population
La population est essentiellement composée de malinkés (Dioulas). Mais on rencontre également un nombre grandissant de gouros, de sénoufos et de ressortissants des pays de la sous-région. Les habitants du canton sont appelés Tiémakas.
La situation géographique du canton Tiéma, entre savane et forêt, en fait une terre privilégiée de rencontres pour plusieurs coutumes.
L'un des traits les plus caractéristiques de l'ethnie malinké, c'est l'existence de la notion de famille élargie. Le chef de famille, c'est le père, ou plus généralement l'homme le plus âgé ; à la mort du père, les responsabilités de chef de famille sont assumées par l'oncle aîné qui doit hériter des biens, de la descendance du défunt et souvent des veuves.
Le patriarche regroupe autour de lui ses femmes et ses enfants, ses frères avec leurs femmes et leurs enfants. Les étrangers qui ont séjourné dans une famille pendant plusieurs années deviennent des membres à part entière de cette famille. Tous travaillent pour le compte du chef de famille. C'est lui qui répartit les tâches et chacun doit lui rendre compte de ses activités.
La société Malinké est stratifiée en castes : les Nobles, les Forgerons, les Cordonniers. Cette distinction se retrouve à Gbogolo où le pouvoir est exercé par les Nobles. Par le passé, les castes ne se mariaient pas entre elles ; et pendant longtemps des sociétés secrètes ont existé les chasseurs, les masques.
L'excision et la circoncision font partie des rites pour la jeune fille et le jeune garçon.

## Organisation sociale
La société du canton Tiéma a une composition étatique. Celle-ci est régie par la chefferie qui obéit à une forme de monarchie, mais une certaine démocratie a lieu dans les prises de décision. Chaque village du canton a à sa tête, un chef appelé sotigui. Il est garant de la tradition et des coutumes. L'administration coloniale a institué un dougoutigui (chef de terre), porte-parole du village auprès des autorités. La fonction de chef est héréditaire et familiale. C'est-à-dire que le chef est toujours issu d'une seule lignée. Il est en même temps le sacrificateur du village, ou bien il choisit un membre de sa famille élargie. Le chef de village réunit les notables pour avoir des opinions sur des questions concernant le village. Après consultation, il tranche en dernier ressort, et sa décision est irrévocable. La notabilité est représentative de toutes les familles, des jeunes et quelquefois des femmes. Chaque couche sociale est donc représentée. Cette représentation est souvent fonction de la nécessité du moment.
Aux côtés des gardiens des us et coutumes, les hommes religieux figurent en bonne place.
Autrefois, il existait des Chefs de canton appelés Djamiatigui. Le premier Chef de canton était originaire du village de Tiémassoba répondant au nom de Faraba DOSSO. Ce dernier, pour convenance personnelle, avait préféré confier cette charge à un ressortissant de Gbogolo, du nom de Vanogodé DOSSO. Depuis lors, seuls des ressortissants du village de Gbogolo ont exercé cette fonction qui consistait notamment à représenter la population auprès de l'administration coloniale et à collecter l'impôt dans tout le canton Tiéma pour en reverser le produit au Commandant de Cercle de SEGUELA. Les autres Chefs de canton qui se sont succédé à la tête du canton Tiéma s'appelaient Vassotié DOSSO, Djombo DOSSO, Babadé DOSSO, Karamoko DOSSO et Djombo Mangah DOSSO. Apres la mort du dernier Chef de canton, il n'y en a plus eu d'autres, avec la fin de l'ère coloniale et l'avènement du pays à l'indépendance et à la souveraineté internationale. La chefferie a repris en 2014 avec Youssouf Fofana pour trois ans, puis Diembo Dosso à partir de 2017.

## Climat
Le canton Tiéma bénéficie d'un climat de type tropical soudanais, avec une saison humide (juin-octobre) et une saison sèche (novembre-mai) placée sous l'influence de l'harmattan (vent sec et chaud du Sahara). L'amplitude thermique y est marquée, les températures variant entre 10 °C et 42 °C.

## Religion
L'Islam forme la religion dominante dans le canton Tiéma. Il a été introduit dans la région de Séguéla par des familles issues des Toucouleurs : les Bakayoko, les Fofana, les Keita, et les Binaté qui, à la suite d'une invasion, le plus souvent pacifique, sont venues de la boucle du fleuve Niger.
Dès leur jeune âge, les enfants sont initiés à la prière. Cependant, il n'existe pas d'école coranique à Gbogolo et pas de maître coranique à proprement parler. Beaucoup de pratiques animistes ont disparu au contact de l'Islam. Mais certains rites cohabitent avec la pratique islamique, notamment l'adoration de la montagne sacrée, l'offrande de volaille ou de bétail aux ancêtres. La fête de la pintade est une pratique répandue dans le worodougou.

## Sports
Le sport dans le canton Tiéma se limite au football pratiqué par la jeunesse. Une équipe de football est constituée dans presque chaque village et participe aux compétitions organisées le plus souvent pendant les grandes vacances scolaires (de juillet à septembre).
Aux temps anciens, les compétitions de lutte traditionnelle mettaient aux prises des combattants du même village ou d'autres villages environnants. Ce sport a complètement disparu de nos jours.

## Culture
L'activité culturelle est marquée principalement par l'organisation régulière de danses traditionnelles des femmes dans chaque village.
Un orchestre traditionnel existe dans quelques villages du canton. À cet égard, des bals sont souvent organisés, et constituent des lieux de rencontre de toute la jeunesse du canton et des villages d'autres contrées du Département de Séguela.

## Économie
L'économie du canton Tiéma est essentiellement caractérisée par l'exploitation agricole. Les principaux produits vivriers sont l'igname, le riz, la banane plantain, le maïs, et l'arachide. Les cultures de rente sont constituées du coton, de l'anacarde, du café et du cacao dont la Côte d'Ivoire est le premier producteur mondial. L'élevage est également pratiqué, à une échelle très réduite, essentiellement par des éleveurs peuls.
Un marché hebdomadaire se tient tous les vendredis dans le village de Tiémassoba et sert de lieu de rencontre entre vendeurs et acheteurs. Ce marché a été évoqué par des chercheurs comme existant depuis au moins le début des années 1900.

## Politique
Le canton n'échappe pas à l'activité politique de la Côte d'Ivoire. Depuis le retour du pays au multipartisme en 1990, les habitants ont adhéré aux différents partis de l'échiquier politique ivoirien. Cependant, les partis les mieux représentés sont le Rassemblement des Républicains (RDR), le Parti démocratique de Côte d'Ivoire (PDCI) et le Front populaire ivoirien (FPI).
Lors de la dernière élection présidentielle de 2010, le candidat du RDR (Allasane OUATTARA a raflé le maximum de suffrages à l'instar des autres villages du département de Séguela.

## Diaspora
De nombreux ressortissants du canton sont établis un peu partout à travers le monde. Le plus grand nombre d'entre eux se trouve à Abidjan, la capitale de la Côte d'Ivoire. Ils y forment une communauté assez soudée dont les membres se portent assistance et aide à l'occasion des cérémonies funéraires, des baptêmes, etc.
L'on trouve également des ressortissants de Tiéma en Europe et en Amérique. Ces communautés essaient de maintenir des liens étroits avec leurs villages d'origine.